# دينيس أداموف
دينيس أداموف (بالروسية: Денис Адамов)‏ هو لاعب كرة قدم روسي في مركز حراسة المرمى، ولد في 20 فبراير 1998 في أوليانوفسك في روسيا. لعب مع نادي كراسنودار.

## وصلات خارجية
- دينيس أداموف على موقع قاعدة بيانات كرة القدم.إي يو (الإنجليزية)
- دينيس أداموف على موقع Soccerway.com (الإنجليزية)
- دينيس أداموف على موقع عالم كرة القدم.نت (الإنجليزية)
- دينيس أداموف على موقع AS.com (الإسبانية)